# Sally Mursi
Pour les articles homonymes, voir Mursi (homonymie).
Sally Mursi (arabe : سالي مرسي), née le 30 mars 1968, est une artiste et femme transgenre égyptienne. Son opération de changement de sexe en 1988 a été une source de controverse et de procès en Égypte.

## Transition
Avant de poursuivre des opérations médicales, Mursi consulte la psychologue Salwa Jirjis Labib et suit trois ans de thérapie de conversion, après quoi Labib la réfère à un chirurgien. Mursi est ensuite référée au chirurgien plasticien Ezzat Ashamallah, qui confirme le diagnostic d'« hermaphrodisme psychologique » et prescrit une hormonothérapie substitutive pendant un an avant d'effectuer la chirurgie le 29 janvier 1988.
À la même période, le cheikh Mohammed Tantaoui publie une fatwa, reconnaissant que Sally Mursi avait besoin d'une intervention chirurgicale pour sa santé et qu'il était spirituellement légal de changer de sexe pour les personnes transgenres, si leurs médecins disaient qu'elles en avaient besoin. Cependant, il déclare qu'avant que Mursi puisse obtenir la chirurgie, elle devait suivre toutes les règles de l'islam pour les femmes pendant un an, sauf celle concernant le mariage.

## Bataille juridique
Alors qu'elle est étudiante en médecine à l'université al-Azhar, Mursi est suspendue avant la transition pour avoir porté des vêtements féminins. Lorsqu'elle revient après la transition, l'université l'expulse et lance une bataille juridique contre le docteur Ashamallah et le fait démettre du syndicat des médecins. Le syndicat demande une fatwa sur l'affaire à Tantaoui, qui désigne la question comme une condition médicale et soumise à la discrétion du médecin. Al-Azhar porte alors l'affaire contre le docteur Ashamallah devant le tribunal, au cours de laquelle Sally Mursi est soumise à un examen complet du corps. L'examinateur confirme le diagnostic et Ashamallah est acquitté.